# São Sebastião (Manaus)
São Sebastião é um bairro não-oficial de Manaus, capital do estado brasileiro do Amazonas. Oficialmente, é pertencente ao bairro do São Francisco e localiza-se na Zona Sul, conforme reconhecido pela prefeitura da cidade.

## Transportes
São Sebastião é servido pela empresa de ônibus Via Verde Transportes Coletivos, que atualmente opera a seguinte linha neste bairro:
| Linha | Origem                 | Empresa   | Tarifa  | Principais pontos do trajeto |
| ----- | ---------------------- | --------- | ------- | ---------------------------- |
| 608   | São Sebastião ↔ Centro | Via Verde | R$ 3,80 | Cachoeirinha, Centro         |